# Gerbilliscus phillipsi
Gerbilliscus phillipsi är en däggdjursart som först beskrevs av De Winton 1898.  Gerbilliscus phillipsi ingår i släktet Gerbilliscus och familjen råttdjur. Inga underarter finns listade i Catalogue of Life.
Denna ökenråtta blir 11,6 till 14,5 cm lång (huvud och bål)och har en 16,2 till 18,5 cm lång svans. Bakfötterna är 3,2 till 3,7 cm långa och öronen är 1,7 till 2,1 cm stora. Håren som bildar pälsen på ovansidan är gråa nära roten, orangebruna i mitten och svarta vid spetsen vad som ger en ljusbrun till orangebrun pälsfärg. En tydlig gräns förekommer mot den vita undersidan. Gerbilliscus phillipsi har fem fingrar respektive tår vid fram- och baktassen men tummen respektive stortån samt lillfingret och den femte tån är påfallande små. Alla fingrar och tår är utrustade med spetsiga klor. Även svansen är uppdelad i en orangebrun ovansida och en vit undersida.
Arten förekommer med två från varandra skilda populationer i norra Somalia respektive i sydvästra Etiopien. Habitatet utgörs av torra öppna buskskogar.